# James A. Lester
James Allen Lester (* 13. Oktober 1891 in Prosperity, Newberry County, South Carolina; † 10. März 1958 in San Francisco, Kalifornien) war ein Generalmajor der United States Army. Er war unter anderem Kommandeur der 24. Infanteriedivision.
James Lester war ein Sohn von Allen M. Lester (1850–1914) und dessen Frau Rosaline Imogene Ridgell (1849–1937). Er besuchte die öffentlichen Schulen seiner Heimat. Im Jahr 1911 absolvierte er die Militärschule The Citadel in Charleston in South Carolina. In den Jahren 1911 bis 1915 durchlief er die United States Military Academy in West Point. Nach seiner Graduation wurde er als Leutnant der Feldartillerie zugeteilt. Das West Point Abgangsjahr Jahr 1915 ging unter dem Namen The class the stars fell on in die Geschichte der Militärakademie ein, weil von 164 Absolventen 59 (36 %) im weiteren Verlauf ihrer Karriere die Generalsränge im US-Heer erreichten. In der Armee durchlief Lester anschließend alle Offiziersränge vom Leutnant bis zum Zwei-Sterne-General. Damit gehört er zu den erwähnten 36 %. Unter seinen Mitstudenten gehörten unter anderem Dwight D. Eisenhower und Omar Bradley.
Im Lauf seiner militärischen Karriere absolvierte Lester verschiedene Kurse und Schulungen. Dazu gehörten unter anderem der Advanced Course der Field Artillery School, das Command and General Staff College und das United States Army War College. Außerdem besuchte er in Frankreich die Kriegsschule Ecole Superieure de Guerre und die Yale University.
Während des Ersten Weltkriegs war Lester mit den American Expeditionary Forces in Europa eingesetzt. Dort diente er in einem Bataillon des 13. Feldartillerieregiments. Später gehörte er dem Stab der 1. Armee an. Lester nahm an mehreren Schlachten der Endphase des Krieges teil. Dazu gehörten unter anderem die Schlacht von St. Mihiel und die Maas-Argonnen-Offensive.
In den 1920er und 1930er Jahren absolvierte er den für Offiziere in den jeweiligen Rangstufen üblichen Dienst in verschiedenen Einheiten. Dazu gehörten auch Aufgaben als Stabsoffizier in verschiedenen Hauptquartieren. In diesen Jahren absolvierte er auch einige der erwähnten Schulen. Zwischen 1932 und 1936 war Lester Militärattaché an der amerikanischen Botschaft in Frankreich. Danach gehörte er bis November 1936 dem Stab der 13. Feldartilleriebrigade an.
Zwischen November 1936 und August 1939 diente James Lester als Stabsoffizier im 17. Feldartillerieregiment. Nach seinem anschließenden Studium am Army War College wurde er zum Stab des Kriegsministeriums versetzt. Dort verblieb er bis zum Juni 1941. Zwischen Juli 1941 und Februar 1942 war er Stabsoffizier bei der Field Artillery School in Fort Sill in Oklahoma. In diese Zeit fiel der amerikanische Eintritt in den Zweiten Weltkrieg.
Im März 1942 wurde Lester zur 24. Infanteriedivision versetzt, wo er bis August 1944 deren Artillerie kommandierte. Die Division war zunächst noch auf Hawaii stationiert. Im September 1943 wurde sie nach Australien und im Januar 1944 nach Neuguinea verlegt. Im April 1944 nahm sie an der Operation Reckless teil. Zwischen September 1944 und Mai 1945 kommandierte Lester die Artillerie des XIV. Korps. Dabei war er unter anderem an der Befreiung der Philippinen beteiligt. Anschließend kommandierte er hintereinander drei Bezirke der Militärpolizei im Fernen Osten. Der letzte Bezirk umfasste die Militärpolizei auf den Philippinen, den er zwischen Juni und Dezember 1945 kommandierte.
Anschließend wurde er zu den amerikanischen Besatzungstruppen in Japan versetzt, wo er zwischen Dezember 1945 und Januar 1948 die 24. Infanteriedivision kommandierte. In dieser Division hatte er zuvor wie oben erwähnt bereits deren Artillerie befehligt. Nach dem Ende seiner Zeit als Divisionskommandeur blieb Lester in Japan. Dort war er bis August 1948 Stabschef der 8. Armee.
Es folgte eine Versetzung nach San Francisco, wo er zwischen 1948 und 1952 den militärischen Verschiffungshafen (San Francisco Port of Embarkation) kommandierte. Im Jahr 1953 schied er aus dem aktiven Militärdienst aus.
Der mit Mildred White Harris (1896–1973) verheiratete Offizier starb am 10. März 1958 in einem Krankenhaus in San Francisco. Er wurde mit militärischen Ehren auf dem amerikanischen Nationalfriedhof Arlington beigesetzt.

## Orden und Auszeichnungen
James Lester erhielt im Lauf seiner militärischen Laufbahn unter anderem folgende Auszeichnungen:
- Army Distinguished Service Medal
- Legion of Merit
- Bronze Star Medal
- Army Commendation Medal
- Orden der Ehrenlegion (Frankreich)
- Philippine Distinguished Star (Philippinen)